# Buer (demonio)

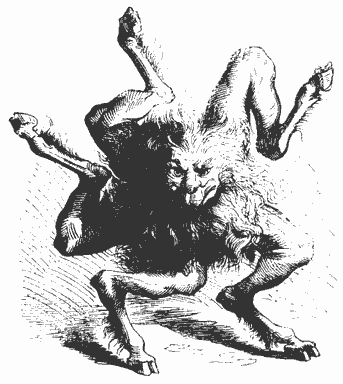
Buer, in una illustrazione di Louis Breton dal Dictionnaire Infernal

Buer  è un essere spirituale citato per la prima volta nel grimorio del XVI secolo Pseudomonarchia Daemonum, dove è descritto come il Grande Presidente dell'Inferno con cinquanta legioni di demòni sotto il suo comando.
Viene descritto come una testa di leone con delle zampe di cavallo a ruota intorno alla testa.